# Lista localităților din Slovenia (F)
Lista localităților din Slovenia care încep cu litera  F
Lista localităților:
A -
B -
C -
Č -
D -
E -
F -
G -
H -
I -
J -
K -
L -
M -
N -
O -
P -
R -
S -
Š -
T -
U -
V -
Z -
Ž
| Localitate                | Cod poștal | Oficiu poștal                  | Občina                       | Imagine |
| ------------------------- | ---------- | ------------------------------ | ---------------------------- | ------- |
| Fabci                     | 6254       | Jelšane                        | Comuna Ilirska Bistrica      |         |
| Fala                      | 2343       | Fala                           | Comuna Ruše                  |         |
| Fala                      | 2352       | Selnica ob Dravi               | Comuna Selnica ob Dravi      |         |
| Famlje                    | 6217       | Vremski Britof                 | Comuna Divača                |         |
| Fara                      | 1385       | Nova vas                       | Comuna Bloke                 |         |
| Fara                      | 1336       | Vas                            | Comuna Kostel                |         |
| Farovec                   | 2318       | Laporje                        | Comuna Slovenska Bistrica    |         |
| Fijeroga                  | 6274       | Šmarje                         | Comuna urbană Koper          |         |
| Filipčje Brdo             | 6210       | Sežana                         | Comuna Sežana                |         |
| Filovci                   | 9222       | Bogojina                       | Comuna Moravske Toplice      |         |
| Finkovo                   | 1316       | Ortnek                         | Comuna Ribnica               |         |
| Flekušek                  | 2222       | Jakobski dol                   | Comuna Pesnica               |         |
| Florjan pri Gornjem Gradu | 3342       | Gornji Grad                    | Comuna Gornji Grad           |         |
| Florjan                   | 3325       | Šoštanj                        | Comuna Šoštanj               |         |
| Fojana                    | 5212       | Dobrovo v Brdih                | Comuna Brda                  |         |
| Fokovci                   | 9208       | Fokovci                        | Comuna Moravske Toplice      |         |
| Forme                     | 4209       | Žabnica                        | Comuna Škofja Loka           |         |
| Formin                    | 2272       | Gorišnica                      | Comuna Gorišnica             |         |
| Fošt                      | 2316       | Zgornja Ložnica                | Comuna Slovenska Bistrica    |         |
| Frajhajm                  | 2315       | Šmartno na Pohorju             | Comuna Slovenska Bistrica    |         |
| Fram                      | 2313       | Fram                           | Comuna Rače - Fram           |         |
| Frankolovo                | 3213       | Frankolovo                     | Comuna Vojnik                |         |
| Frankovci                 | 2270       | Ormož                          | Comuna Ormož                 |         |
| Frluga                    | 8312       | Podbočje                       | Comuna Krško                 |         |
| Froleh                    | 2233       | Sveta Ana v Slovenskih Goricah | Comuna Sveta Ana             |         |
| Fučkovci                  | 8341       | Adlešiči                       | Comuna Črnomelj              |         |
| Fužina                    | 1303       | Zagradec                       | Comuna Ivančna Gorica        |         |
| Fužine                    | 4224       | Gorenja vas                    | Comuna Gorenja vas - Poljane |         |